# Mount Cyril
Mount Cyril ist ein 1190 m hoher und eisbedeckter Berg in der antarktischen Ross Dependency. Er ragt rund 3 km südlich des Celebration-Pass in der den Beardmore-Gletscher östlich flankierenden Commonwealth Range im Transantarktischen Gebirge auf. 
Entdeckt wurde der Berg durch Teilnehmer der Nimrod-Expedition (1907–1909) des britischen Polarforschers Ernest Shackleton. Benannt ist er nach Cyril Longhurst (1878–1948), dem Sekretär der Discovery-Expedition (1901–1904) und Freund Shackletons.